# Krisen i den Romerske Republik
Krisen i den Romerske Republik var en længere periode med politisk ustabilitet og social uro fra ca. 135 f.Kr. til 27 f.Kr., der kulminerede med den Romerske Republiks undergang og fremkomsten af det Romerske Kejserrige.
Årsagerne til krisen ændrede sig gennem årerne og omfattede blandt andet slaveri, røveri, interne og eksterne krige, overvældende korruption, jordreformer, indførelsen af nye ulidelige straffe, udvidelsen af romersk statsborgerskab, og endda den skiftende sammensætning af den romerske hær.
Moderne forskere er også uenige om krisens karakter. Traditionelt blev udvidelsen af statsborgerskabet (med alle dets rettigheder, privilegier og pligter) betragtet negativt af blandt andet den samtidige Sallust, den moderne Edward Gibbon og andre (både samtidige og moderne forskere) fordi det forårsagede intern uenighed, tvister med Roms italienske allierede (socii), slaveoprør og optøjer. Imidlertid har andre forskere hævdet, at da det var meningen, at Republikken skulle være res publica – det væsentlige for folket – kunne de fattige og dem uden stemmeret ikke bebrejdes for at forsøge at rette op på deres legitime og juridiske klager.

## Argumenter for én enkelt krise
Ud over diskussionerne om hvornår Republikkens krise begyndte (se nedenfor), har der for nyligt også været diskussion om hvorvidt der overhovedet var en krise eller om der var flere. Harriet Flower foreslog i 2010 et andet paradigme, der omfatter flere "republikker" for hele den traditionelle republikanske periode, med forsøg på reformer frem for en enkelt "krise", der fandt sted over en periode på firs år. I stedet for én enkelt krise i den sene Republik, foreslår Flower en række kriser og overgangsperioder (udelukkende med udgangspunkt i de kronologiske perioder efter 139 f.Kr.):
| år f.Kr | Beskrivelse                                                                              |
| ------- | ---------------------------------------------------------------------------------------- |
| 139-88  | Republik 5: Tredje republik for nobiles (adelen)                                         |
| 88-81   | Overgangsperiode, der starter med Sullas første kup og slutter med hans diktatur         |
| 81-60   | Republik 6: Sullas republik (modificeret under Pompejus og Crassus' konsulat i 70 f.Kr.) |
| 59-53   | Første Triumvirat                                                                        |
| 52-49   | Overgangsperiode (Cæsars borgerkrig)                                                     |
| 49-44   | Cæsars diktatur, med kort overgangsperiode efter hans død                                |
| 43-33   | Andet Triumvirat                                                                         |

Hver enkelt Republik havde forskellige omstændigheder, og selvom overordnede temaer kan spores, "var der ingen enkelt, lang republik, der bar kimen til sin egen ødelæggelse i sin aggressive tendens til at ekspandere og i sine førende politikeres uhæmmede ambitioner". Implikationerne af denne opfattelse placerer Republikkens fald i en sammenhæng baseret på sammenbruddet af den republikanske politiske kultur blandt nobiles (adelen) og vægt på Sullas borgerkrig efterfulgt af Sullas republiks fald i forbindelse med Cæsars borgerkrig.

## Dating krisen
I århundreder har historikere diskuteret begyndelsen, de specifikke kriser og slutdatoen for krisen i den Romerske Republik. Som en kultur (eller "institutionernes netværk"), skrev Florence Dupont og Christopher Woodall, at "der skelnes ikke mellem forskellige perioder." Men under henvisning til Livius' mening i hans Ab Urbe Condita hævder de, at romerne mistede frihed gennem deres egne erobringers "moralsk underminerende konsekvenser".

### Argumenter for en tidlig startdato (ca. 134 til 73 f.Kr.)
Von Ungern-Sternberg argumenterer for en præcis startdato 10. december 134 f.Kr., med indsættelsen af Tiberius Gracchus som plebejertribun, eller alternativt, da han første gang udstedte sit forslag til jordreform i 133 f.Kr. Appian fra Alexandria skrev, at denne politiske krise var "forordet til ... de romerske borgerkrige." Velleius kommenterede, at det var Gracchus' hidtil usete kandidatur til genvalg som plebejertribun i 133 f.Kr., og de optøjer og kontroverser, det affødte, som startede krisen:
 Dette var begyndelsen på borgerligt blodsudgydelse og af sværdenes frie herredømme i byen Rom. Fra da af blev retfærdighed væltet af magt, og den stærkeste var fremtrædende.

 — Velleius, Vell. Pat. 2.3.3–4, oversat og citeret af Harriet I. Flower
Mordet på Tiberius Gracchus i 133 f.Kr. markerede "et vendepunkt i den romerske historie og begyndelsen på krisen i den Romerske Republik."
Professor Barbette S. Spaeth refererer specifikt til "den graccanske krise i begyndelsen af den sene Romerske Republik...".
Nic Fields, i sin populære historie om Spartacus, argumenterer for en startdato på 135 f.Kr. med begyndelsen af den Første Slavekrig på Sicilien. Fields hævder:
 Oprøret af slaverne i Italien under Spartacus var måske det bedst organiserede, men det var ikke det første af sin slags. Der havde været andre oprør af slaver, der ramte Rom, og vi kan antage, at Spartacus var klog nok til at drage fordel af deres fejl.

Starten på Forbundsfællekrigen (91-87 f.Kr.), da Roms nærliggende italienske allierede gjorde oprør mod Roms styre, kan betragtes som begyndelsen på Republikkens afslutning. Fields antyder også, at tingene blev meget værre med samniternes engagement i forbindelse med Slaget ved Colline-porten i 82 f.Kr. – klimakset af krigen mellem Sulla og tilhængerne af Gajus Marius.
Barry Strauss argumenterer for, at krisen faktisk begyndte med "Spartacus-oprøret" i 73 f.Kr., og tilføjer, at fordi farerne blev undervurderet, "stod Rom over for krisen med middelmådigheder".

### Argumenter for en senere startdato (69 til 44 f.Kr.)
Pollio og historikeren Ronald Syme daterer kun krisen fra Julius Cæsars tid i 60 f.Kr. Cæsars krydsning af Rubicon – en flod, der markerer den nordlige grænse af det romerske Italien – med sin hær i 49 f.Kr., der repræsenterede en åbenlys krænkelse af romersk lov, er blevet det klichéfyldte point of no return for Republikken, som bemærket i mange bøger, herunder Tom Hollands Rubicon: The Last Years of the Roman Republic.

### Argumenter for en slutdato (49 til 27 f.Kr.)
Krisens afslutning kan ligeledes dateres enten fra mordet på Julius Cæsar den 15. marts 44 f.Kr., efter at han og Sulla havde gjort så meget "for at nedbryde Republikkens regering", eller alternativt, da Octavian fik tildelt titlen Augustus af Senatet i 27 f.Kr., hvilket markerede begyndelsen på det Romerske Kejserrige. Slutningen kunne også dateres tidligere, til tidspunktet for Julius Cæsars forfatningsreformer i 49 f.Kr.

## Eksterne links
- Værker af Sallust på Project Gutenberg (Schmitz and Zumpt, 1848): Bellum Iugurthinum